# Aarathi
Aarathi (kan. ಆರತಿ, 1954) – indyjska aktorka, grająca w filmach w języku kannada.

## Filmografia
Obsada aktorska
- 1970: Gejje Pooje – Lalita
- 1970: Kallara Kalla
- 1970: Takka! Bitre Sikka!!
- 1971: Kasturi Nivasa
- 1971: Makane Ninakku Vendi
- 1971: Anugraha
- 1971: Prathidhawani
- 1971: Nyayave Devaru
- 1971: Sri Krishna Rukmini Satyabhama
- 1972: Sipayi Ramu
- 1972: Ooriki Upakari
- 1972: Bhale Huchcha
- 1972: Naagarahaavu
- 1973: Mane Belagida Sose
- 1973: Edakallu Guddada Mele
- 1973: Mooroovare Vajragalu
- 1974: Bangaarada Panjara
- 1974: Nanu Baalabeku
- 1974: Upasane
- 1974: Gumasthavin Magal
- 1974: Mannina Magalu
- 1974: Maha Thyaga
- 1974: Bhale Bhatta
- 1975: Daari Tappida Maga
- 1975: Shubhamangala – Hema
- 1975: Bili Hendthi
- 1975: Devara Kannu
- 1976: Katha Sangama – niewidoma dziewczyna
- 1976: Hosilu Mettida Hennu
- 1976: Premada Kanike
- 1976: Punaradatta
- 1976: Bahaddur Gandu
- 1976: Raja Nanna Raja
- 1976: Baalu Jenu
- 1976: Phalithamsha
- 1976: Aparadhi
- 1977: Maagiya Kanasu
- 1977: Pavana Ganga
- 1977: Anuroopa
- 1978: Kudure Mukha
- 1978: Hombisilu
- 1978: Maathu Tappada Maga
- 1978: Muyyige Muyyi
- 1978: Paduvarahalli Pandavaru
- 1978: Anuraga Bandhana
- 1978: Premayana
- 1978: Vasanthalakshmi
- 1978: Balu Aparoopa Nam Jodi
- 1979: Dharmasere
- 1979: Adalu Badalu
- 1979: Naniruvude Ninagagi
- 1979: Vallavan Varugiran
- 1979: Manini
- 1979: Nentaro Gantu Kallaro
- 1980: Bhaktha Siriyala
- 1980: Hanthakana Sanchu
- 1980: Bangarada Jinke
- 1980: Nyaya Neethi Dharma
- 1980: Anurakthe
- 1981: Ranganayaki
- 1981: Thayiya Madilalli
- 1981: Naari Swargakke Daari
- 1981: Ganesha Mahime
- 1981: Bhagyavantha
- 1981: Chadurida Chitragalu
- 1981: Bhagyada Belaku
- 1981: Edeyuru Siddalingeshwara
- 1981: Preetisi Nodu
- 1982: Pedda Gedda
- 1982: Archana
- 1982: Mullina Gulabi
- 1982: Karmika Kallanalla
- 1982: Mava Sose Saval
- 1982: Parijata
- 1982: Nyaya Yellide
- 1982: Kannu Terasida Hennu
- 1982: Suvarna Sethuve
- 1982: Hasyaratna Ramakrishna
- 1982: Raja Maharaja
- 1983: Tirugu Baana
- 1983: Gedda Maga
- 1983: Jaggu
- 1983: Nyaya Gedditu
- 1983: Kalluveene Nudiyithu
- 1983: Thayiya Nudi
- 1983: Sididedda Sahodara
- 1983: Kranthiyogi Basavanna
- 1983: Ananda Sagara
- 1983: Mutthaide Bhagya
- 1983: Aakrosha
- 1983: Chelisada Sagara
- 1983: Samarpane
- 1984: Kaliyuga
- 1984: Khaidi
- 1984: Pooja Phala
- 1984: Premave Balina Belaku
- 1984: Hennina Saubhagya
- 1984: Bekkina Kannu
- 1984: Ramapurada Ravana
- 1984: Pavitra Prema
- 1984: Ajnathavasa
- 1984: Avala Antaranga
- 1984: Preethi Vathsalya
- 1984: Bilee Gulabi
- 1985: Kurudoddi Kurukshetra
- 1985: Nee Nakkaga
- 1985: Sati Sakkubai
- 1985: Lakshmi Kataksha
- 1985: Haavu Eni Aata
- 1985: Kumkuma Thanda Saubhagya
- 1985: Swabhimana
- 1985: Vajra Mushti
- 1985: Shiva Kotta Sowbhagya
- 1985: Thulasi Dala
- 1986: Bettada Thayi
- 1986: Madhuve Madu Tamashe Nodu
- 1986: Seelu Nakshatra
- 1986: Tiger

Reżyseria
- 2005: Mithayi Mane